# Lista över insjöar i Ungern
Detta är en partiell lista över några större sjöar i Ungern.
| Namn           | Area     | Maxdjup | Bild | Anmärkningar |
| -------------- | -------- | ------- | ---- | --- |
| Balaton        | 592 km2  | 12,2 m  |      | Centraleuropas största sjö. Medeldjup 3,2 meter.                                                                            |
| Neusiedlersjön | 315 km2  | 1,8 m   |      | Medeldjup 1,0 meter. |
| Tiszasjön      | 127 km2  | 17 m    |      | Bildad som en vattenreservoar, efter bygget av Tiszadammen (1973). Medeldjup 1,3 meter.                                     |
| Velencesjön    | 24,9 km2 | 3,0 m   |      | En av Europas varmaste insjöar. Ungerns tredje största sjö (oräknat reservoaren Tiszasjön), med ett medeldjup på 1,6 meter. |